# Kościół Nuestra Señora de la Palma w Algeciras
Kościół Nuestra Señora de la Palma (hiszp. Iglesia de Nuestra Señora de la Palma) – rzymskokatolicka świątynia znajdująca się w hiszpańskim mieście Algeciras.

## Historia
28 marca 1344 Algeciras, dotychczas będące w rękach Muzułmanów, zostało zdobyte przez wojska Alfonsa XI. Znajdujący się w mieście meczet na rozkaz monarchy przekształcono w świątynię katolicką i konsekrowano pod wezwaniem Santa María de la Palma. W tym samym roku papież Klemens VI erygował diecezję Algeciras i wyniósł świątynię do godności katedry. W 1379 Arabowie zniszczyli miasto oraz świątynię. Wraz ze wzrostem ludności miasta w 1723 rozpoczęto budowę nowego kościoła. 11 stycznia 1724 erygowano parafię, budowę zakończono w 1736 i budynek otwarto 6 czerwca 1738. W 1795 roku wzniesiono piątą nawę, a w 1829 ukończono budowę dzwonnicy oraz konsekrowano świątynię.

### Zamach z 2023
25 stycznia 2023 do świątyni około godziny 19:30 wszedł 26-letni Marokańczyk, który zniszczył maczetą elementy wyposażenia świątyni. Zranił w brzuch pracującego przy kościele zakrystianina, który następnie wyszedł na Plaza Alta, gdzie został śmiertelnie uderzony w głowę przez zamachowca. 27 stycznia 2023 w świątyni miał miejsce pogrzeb zamordowanego zakrystianina.

## Architektura
Świątynia pięcionawowa, barokowa, z transeptem. Nad skrzyżowaniem naw znajduje się kopuła. Nawa główna oraz skrajne nawy boczne sklepione są kolebkowo, a pozostałe krzyżowo.

## Galeria

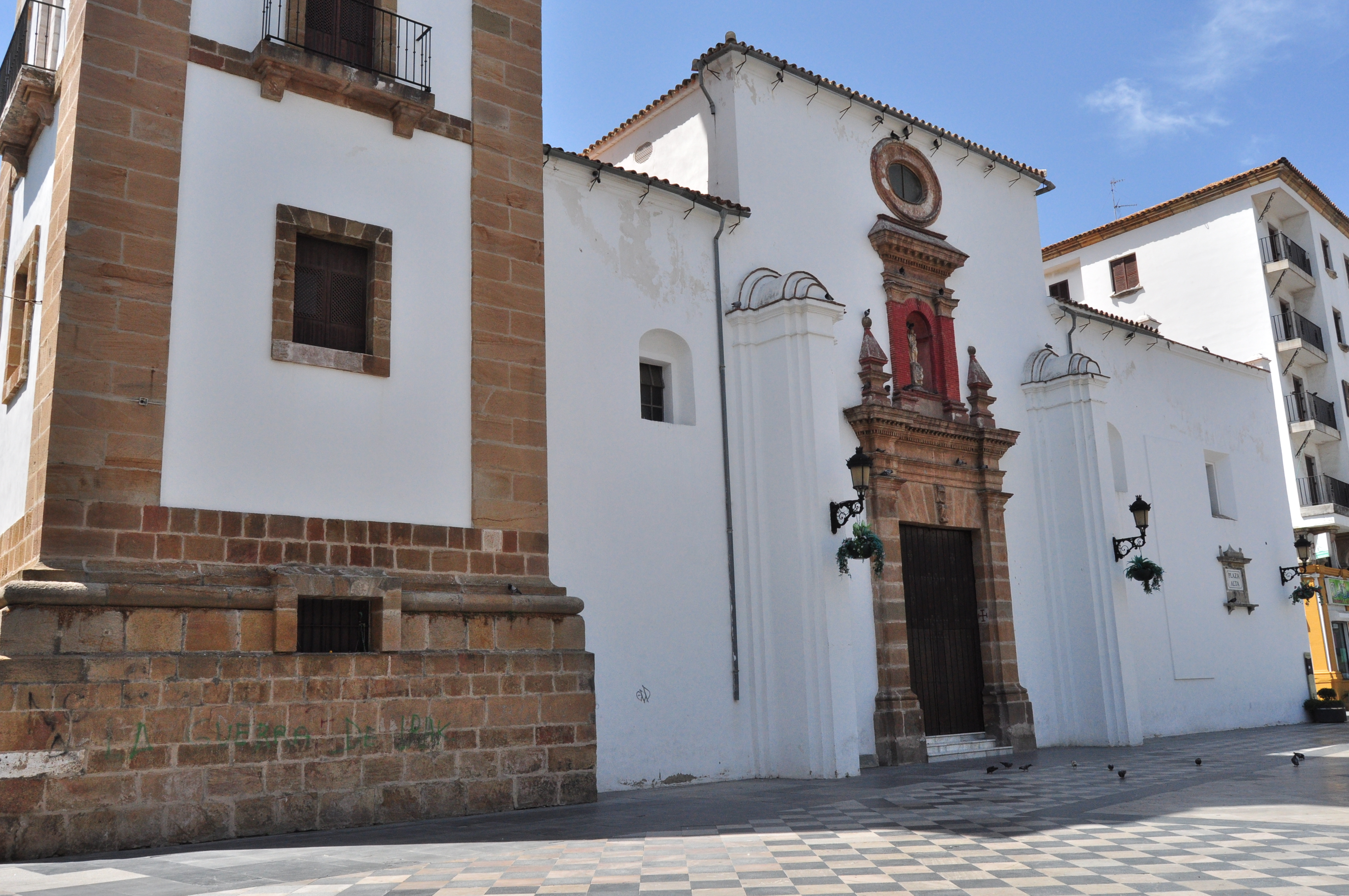
Fasada
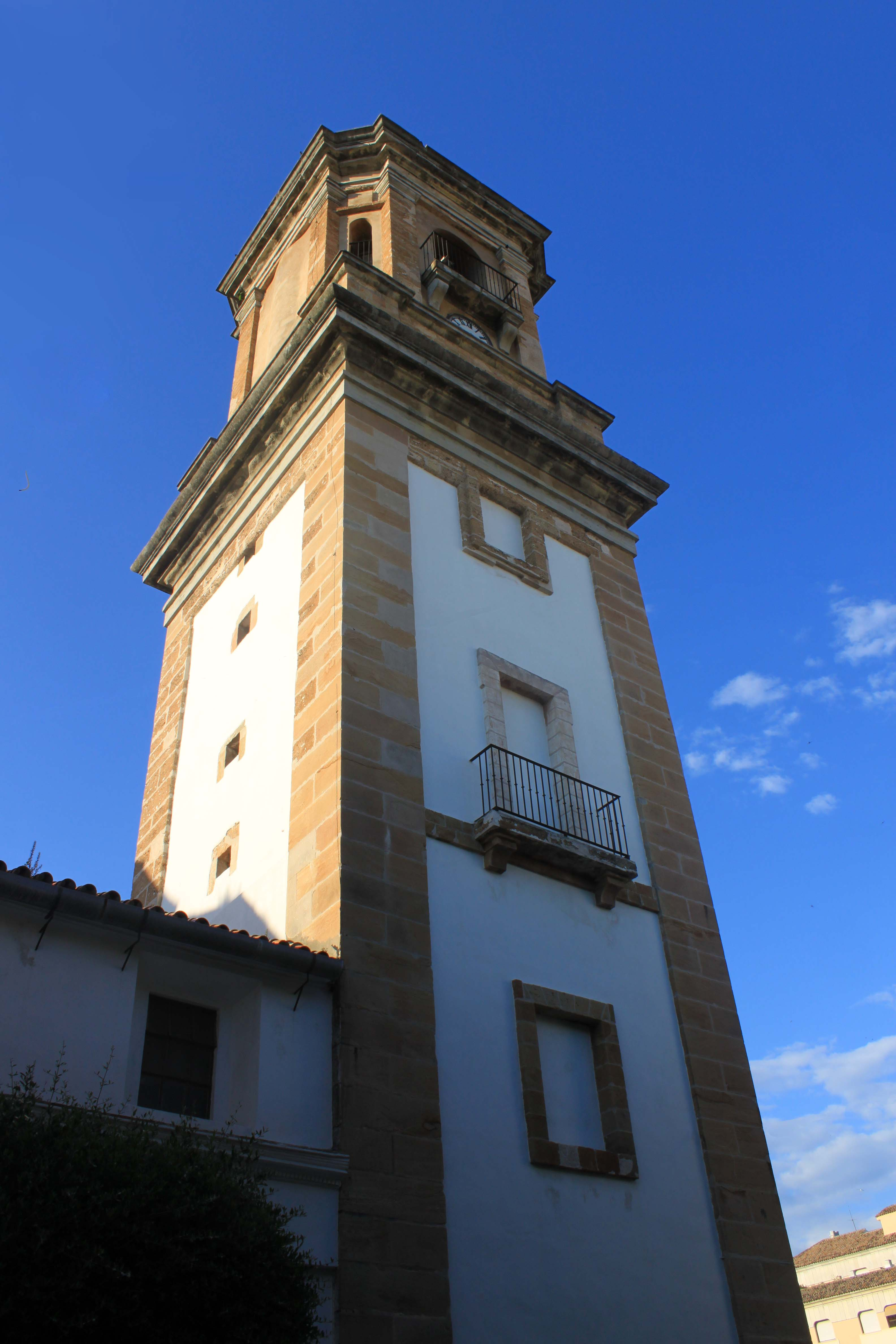
Dzwonnica
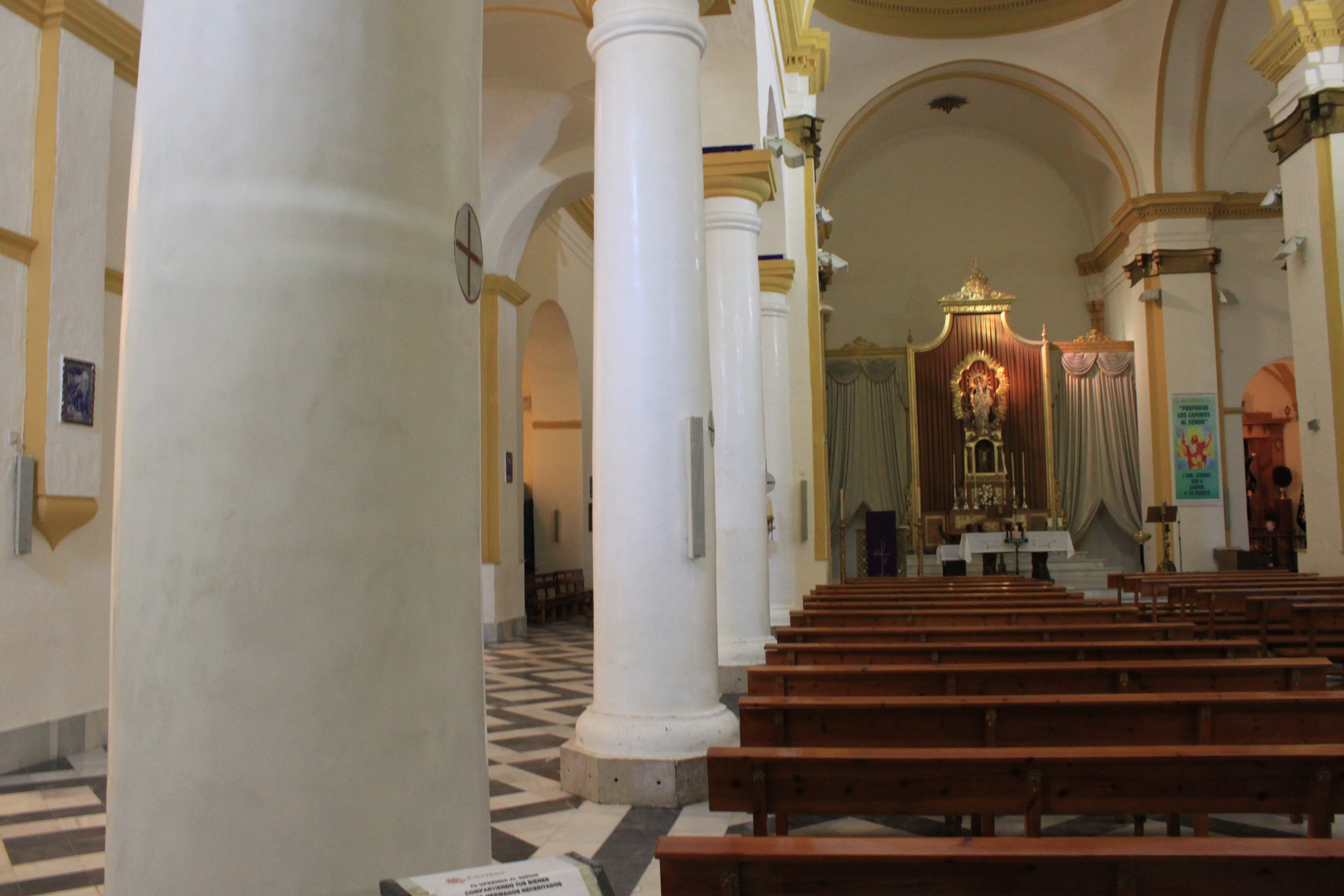
Wnętrze
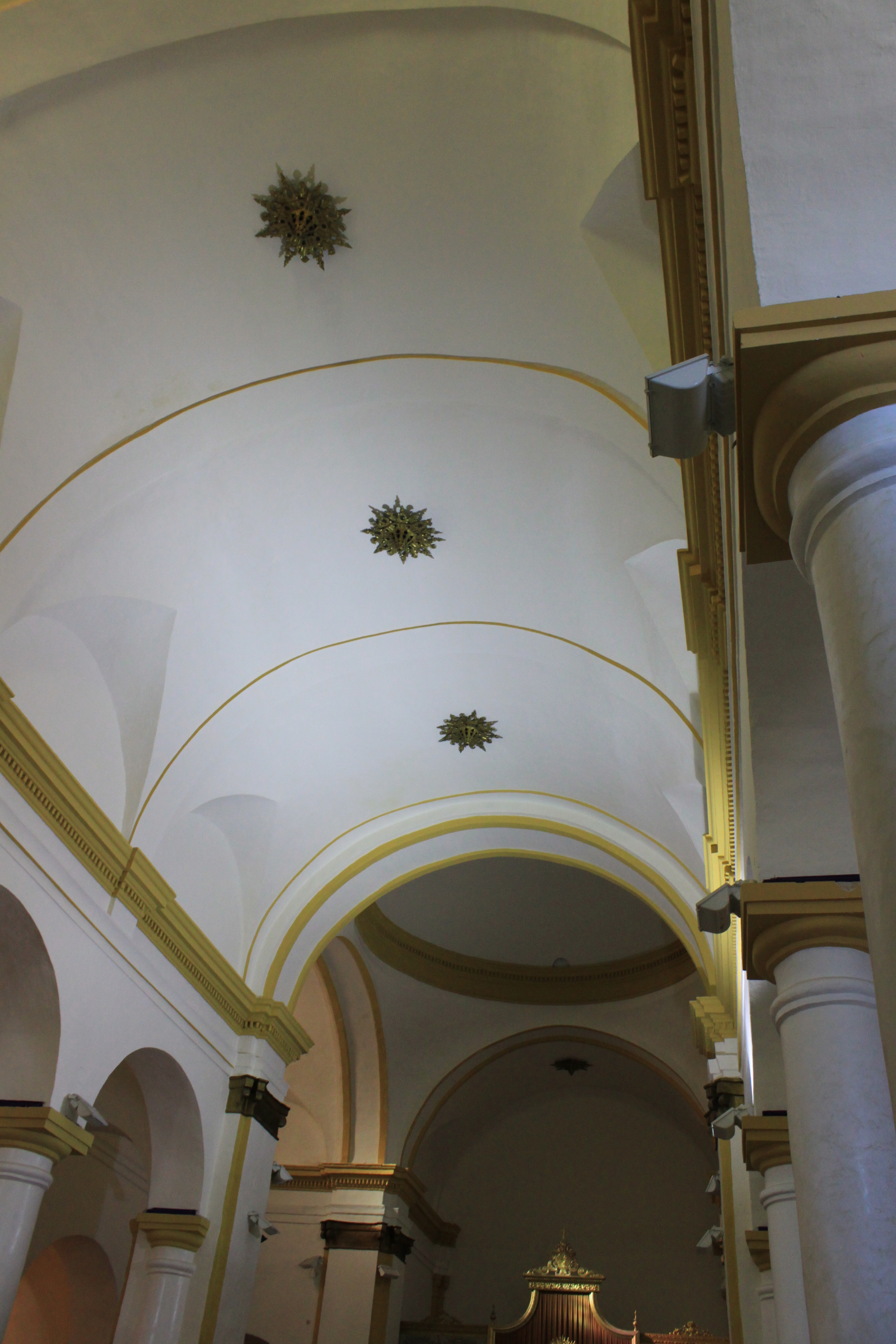
Sklepienie nawy głównej
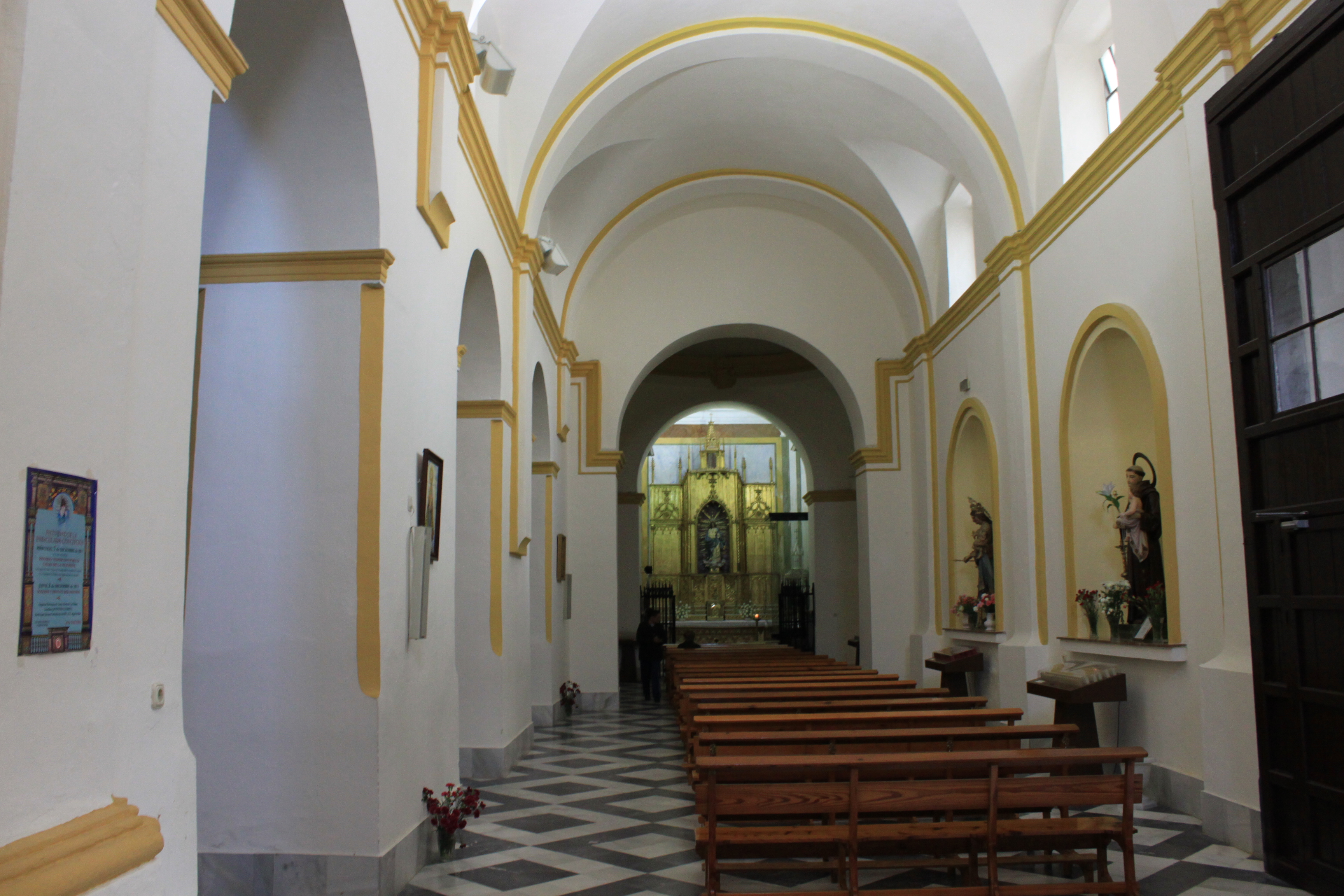
Północna nawa